# Heterocentron muricatum
Heterocentron muricatum är en tvåhjärtbladig växtart som beskrevs av Henry Allan Gleason. Heterocentron muricatum ingår i släktet Heterocentron och familjen Melastomataceae. Inga underarter finns listade i Catalogue of Life.